# 阿达齐甘利亚

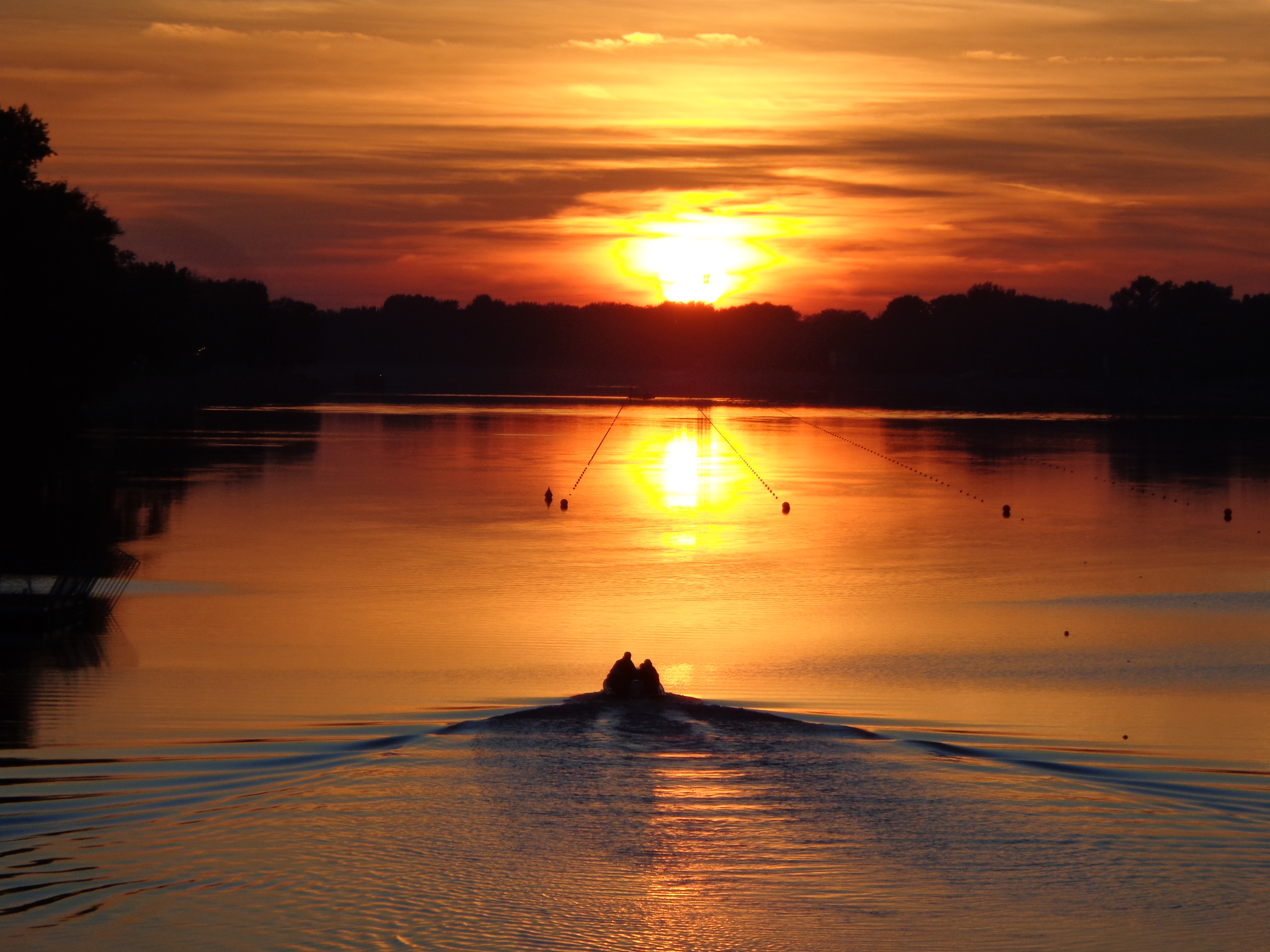
阿达齐甘利亚岛

阿达齐甘利亚（塞尔维亚语西里尔字母：  ;發音：[ˈǎːda tsiˈɡǎnlija]）通常简称为阿达，原本是一个河心岛，后经人工填补成一个半岛，坐落在横穿贝尔格莱德的萨瓦河主航道中。阿达齐甘利亚还可以指代临近的一个人造湖--萨瓦湖及其海滩。为了利用其中心位置，在过去的几十年中，它变成了一个非常受欢迎的休闲区，最著名的是它的海滩和体育设施，在夏季，每天有超过十万名游客前来，到了周末有30万游客来游玩。  因为超高的人气程度，阿达齐甘利亚岛通常被昵称为“More Beograda”（“贝尔格莱德的海”），该名称于2008年正式成为广告口号。

## 位置

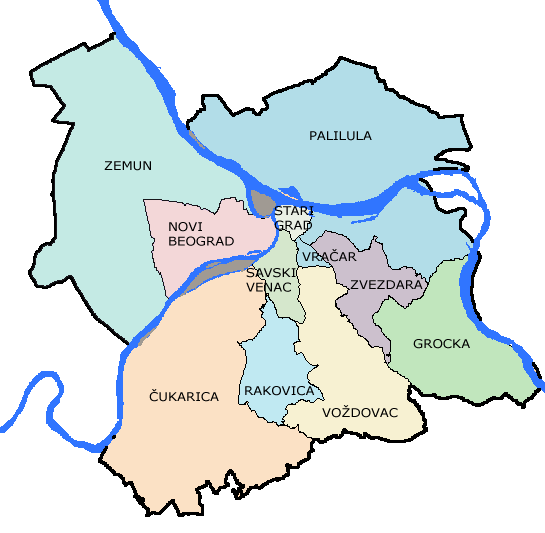
阿达齐甘利亚在街区内的位置

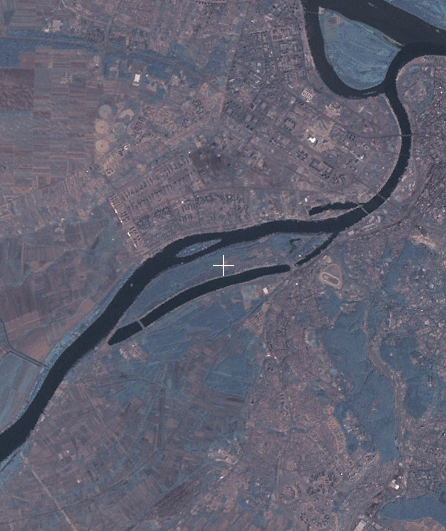
阿达齐甘利亚的卫星视图

阿达齐甘利亚位于萨瓦河南岸，距其汇入口4公里，全境均属于贝尔格莱德的丘卡里察。在阿达齐甘利亚和新贝尔格莱德之间有一个完全与外隔绝的河流岛屿AdaMeđica。  

## 地理
阿达齐甘利亚以前是一个小岛，现在是一个被填充而成的狭长半岛，东西延伸6公里，南北延伸700米，面积为2.7平方千米 。整个阿达齐甘利亚生态综合区一直延伸到Novi Beograd市，总共占地面积8平方千米 ，包括阿达齐甘利亚岛和AdaMeđica岛、阿达和萨瓦湖之间的水道以及Makiš的一部分。萨瓦湖以前是萨瓦河的一个分支，现在变成了一个有两个水坝的湖，而东北部的其余部分变成了丘卡里察湾。在阿达齐甘利亚上还有一个小湖，叫做阿达萨法里湖（Ada Safari）。
在各种因素的综合作用下，阿达齐甘利亚拥有独特的微气候。这个地方坐落在河流、人工流湖、多个河心岛和茂密的树林之间，与城市其他地方相比，空气湿度更高，这有助于减弱贝尔格莱德夏季的热浪。 

## 设施、活动和旅游
除了体育设施外，萨瓦湖7公里长的海滩还有一个严格看管、用栅栏围起来的儿童游泳区。阿达齐甘利亚的特色设施是一个高大的体育观景塔和多层看台，这是它最突出的结构，也是为数不多的永久固体结构之一。
岛的北边有一排漂浮的驳船，还有是许多贝尔格莱德居民的水面上的房子，因为这个半岛环境异常安静而且充满绿色，所以它成为了周末度假的好去处。此外，许多城市居民来这里享受钓鱼、野餐和烧烤的快乐。
岛上最引人注目的景点之一是萨瓦湖上的间歇泉，该间歇泉建于1996年，喷泉高度可达60m。间歇泉全年无休，除非结霜或特别强的风。从2010年9月6日开始，喷泉照明设置成四种颜色，喷泉会根据风向的变化而变色。间歇泉照明的黄色和红色分别代表东南和西南，蓝色和绿色分别代表东北和西北。

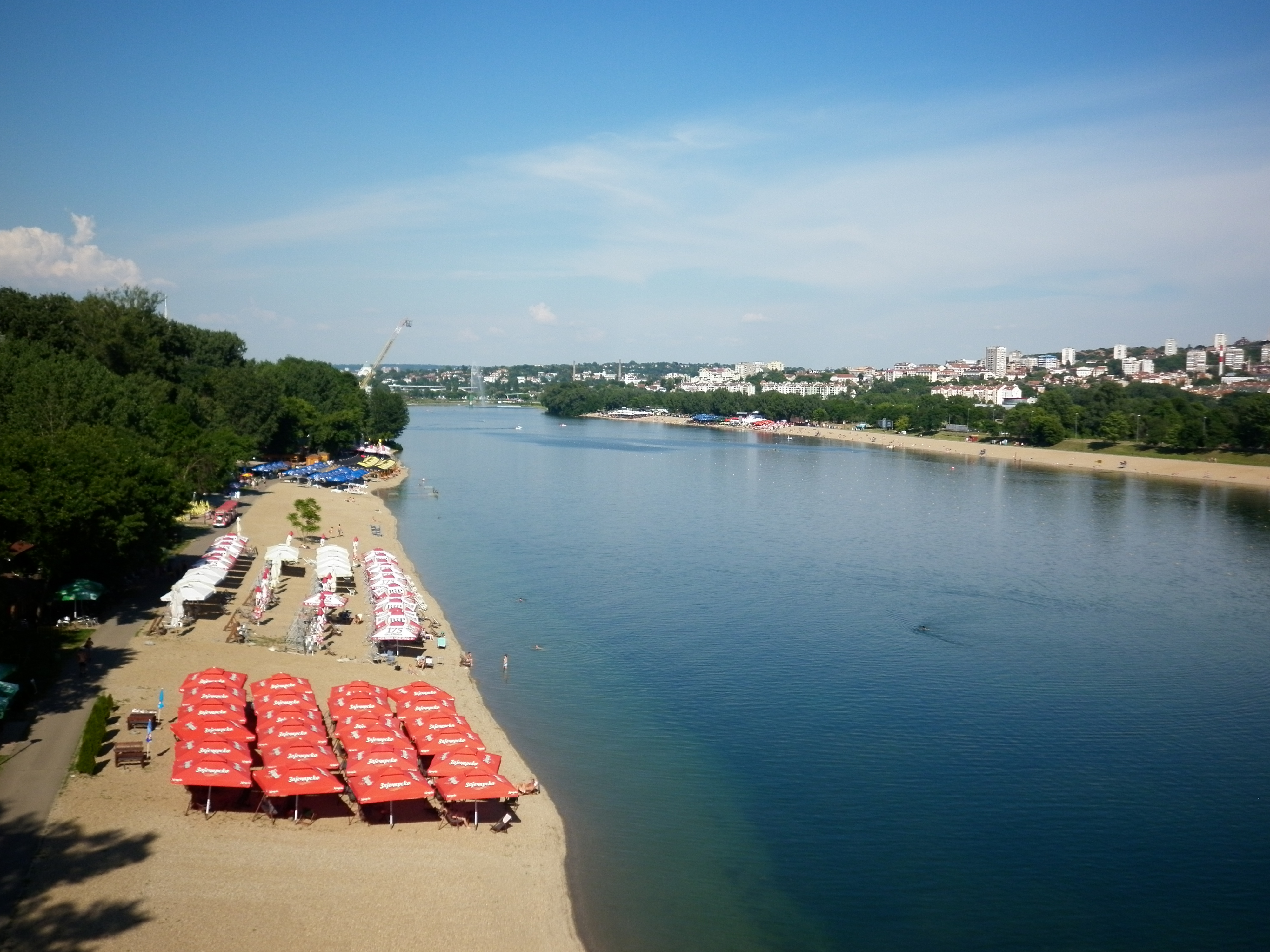
阿达齐甘利亚和萨瓦湖